# Amedée Paté
Amedée Paté (* 29. Oktober 1846 in Brülingen; † 22. März 1914 in Straßburg) war ein deutsch-französischer Politiker und Mitglied der ersten Kammer des Landtags des Reichslandes Elsaß-Lothringen.
Amedée Paté war der Sohn von Jean-Baptiste Paté  (* 29. Januar 1816 Brülingen; † 27. Mai 1887 ebenda), einem Großgrundbesitzer und profranzösischen Mitglied des Landesausschusses. Der antiklerikal eingestellte Vater verfügte über ein Vermögen von einer halben Million Goldmark, 180 ha Land und ein Schloss in Brülingen und war Präsident des landwirtschaftlichen Vereins Mörchingen.
Amedée Paté übernahm das landwirtschaftliche Gut des Vaters und lebte als Großgrundbesitzer. Er konvertierte zur altkatholischen Kirche. Von November 1885 bis 1911 gehörte er dem Landesausschuss an. 1911 bis zu seinem Tode 1914 war er als Vertreter des lothringischen Landwirtschaftsrates Mitglied der ersten Kammer des Landtags.